# عصب صدري وحشي
العصب الصدري الوحشي (بالإنجليزية: Lateral pectoral nerve)‏ هو عصب ينشأ من الحبل الوحشي من الضفيرة العضدية، ويمر هذا العصب عبر الوريد والشريان الإبطي ويخترق اللفافة الترقوية الصدرية ليدخل السطح العميق للعضلة الصدرية الكبيرة حتى يغذيها.

## الوظيفة
يوفر العصب الصدري الوحشي للمنطقة الصدرية الكبيرة إمدادًا عصبيًا حركيًا، وبالرغم من ذلك إلا أنه يُعتقد أنه يحمل أليافًا حسية مسببة للألم.